# كرم جبر
كرم جبر (1954–، أسيوط) هو صحفي مصري ، ورئيس المجلس الأعلى لتنطيم الإعلام بمصر سابقا، ترأس مجلس إدارة مؤسسة روز اليوسف وعمل بها صحفى لمده تزيد على الثلاثين عام بالإضافة إلى عدد من المطبوعات المصرية والعربية.